# Episodi di Future Man (terza stagione)
La terza e ultima stagione della serie televisiva Future Man è stata pubblicata negli Stati Uniti, da Hulu, il 3 aprile 2020.
In Italia la stagione è stata pubblicata da Prime Video il 1º giugno 2020.
| nº | Titolo originale                     | Titolo italiano | Prima TV USA  | Prima TV Italia |
| -- | ------------------------------------ | --------------- | ------------- | --------------- |
| 1  | The Precipice of Yesterday           |                 | 3 aprile 2020 | 1º giugno 2020  |
| 2  | There Will Be Borscht                |                 | 3 aprile 2020 | 1º giugno 2020  |
| 3  | Trapper's Delight                    |                 | 3 aprile 2020 | 1º giugno 2020  |
| 4  | The Outlaw Wild Sam Bladden          |                 | 3 aprile 2020 | 1º giugno 2020  |
| 5  | Haven Is for Real                    |                 | 3 aprile 2020 | 1º giugno 2020  |
| 6  | The Land After Time                  |                 | 3 aprile 2020 | 1º giugno 2020  |
| 7  | Time Rogues III: Escape from Forever |                 | 3 aprile 2020 | 1º giugno 2020  |
| 8  | Return of the Present                |                 | 3 aprile 2020 | 1º giugno 2020  |